# Pipra Basantapur
Pipra Basantapur (nep. पिप्रा बसतपुर) – gaun wikas samiti w środkowej części Nepalu w strefie Narajani w dystrykcie Bara. Według nepalskiego spisu powszechnego z 2001 roku liczył on 595 gospodarstw domowych i 3790 mieszkańców (1851 kobiet i 1939 mężczyzn).